# Novák Lajos (vezérőrnagy)
Novák Lajos (Torontál megye, 1843. június 13. – 1913.) honvéd vezérőrnagy. 

## Életútja
A főreáliskolát Bécsben végezte és 1859. április 29-én önként besorozták mint hadapródot a császári és királyi 2. gyalogezredhez és ez évben részt vett az olaszországi hadjáratban. 1861-ben a 66. gyalogezredhez helyezték át és ott 1864-ben II., 1866-ban pedig I. osztályú hadnaggyá nevezték ki és részt vett az olaszországi hadjáratban. A honvédség felállításakor 1869-ben a honvéd gyalogsághoz helyezték át és 1871-ig a honvéd minisztériumban állt alkalmazásban, miközben 1870-ben főhadnaggyá lépett elő. 1872-ben százados lett és tanári minőségben a Ludovika Akadémiába osztatott be és ott 1876-ig működött. 1877-től 1880-ig mint század- és zászlóaljparancsnok tett szolgálatot. 1880-ban előléptetett őrnaggyá; 1887-ben alezredes és a kilencedik honvéd gyalog féldandár parancsnoka lett és 1890-ben ezredessé lépett elő. 1894-ben kinevezték a 76. honvéd gyalog dandár parancsnokává, 1895-ben vezérőrnagy lett és 1897-ben saját kérelmére nyugdíjaztatott. A III. osztályú vaskoronarend és a Ferenc József-rend lovagja, a katonai érdemérem tulajdonosa és Nyitra város díszpolgára. 1912 decemberében megválasztották az Erzsébet-Otthon nevű létesítéséről és vezetéséről gondoskodó egyesület alelnökévé.
A Ludovika Akadémia Közlönyében mint belmunkatárs szerepelt és főleg tereptani kérdésekkel foglalkozott, ebben cikkei (1873. A Ludovika akadémia előkészítő tanfolyamán tartandó heIyszínrajzolási előadások és gyakorlások tantervezete, 1874. A helyszínrajzi kulcs tanulmányozása, 1875. A katonai földrajzi kar ujból szervezése.)

## Munkái
- Katonai helyszínrajz és a katonai felvételek körül megállapított jegyek kulcsa 5 táblában, a legújabb adatokat felhasználva. Pest, 1872.
- Tereprajzi oktatás színes modorban 7 táblával. A m. kir. Ludovika akadémia és a honvédkerületi tisztiképző iskolák részére Pest, 1872.
- Tereptan tekintettel a terep katonai megbirálása; leírása, vázolása, nemkülönben a terepnek látrajzi (á la vue) felvételére. Tankönyv a legjobb kútfők után összeállítva. Pest, 1873.
- A magyar kir. honvédség számára rendszeresített tégelyes kemenczék leírása, 3 kőnyomatú táblával. Hely és év n.